# Gare de Recquignies
La gare de Recquignies est une gare ferroviaire française de la ligne de Creil à Jeumont, située sur le territoire de la commune de Recquignies, dans le département du Nord en région Hauts-de-France. 
C'est une halte voyageurs de la Société nationale des chemins de fer français (SNCF), desservie par des trains TER Hauts-de-France.

## Situation ferroviaire
Établie à 130 mètres d'altitude, la gare de Recquignies est située au point kilométrique (PK) 234,288 de la ligne de Creil à Jeumont, entre les gares de Les Bons-Pères et de Jeumont. 

## Histoire
En 1855, avant la mise en service de la section de Saint-Quentin à Erquelinnes, le Conseil général du Nord est informé du refus de la demande d'établissement d'une station à Recquignies. Les ingénieurs considèrent : qu'il n'y a pas assez d'espace entre Maubeuge et Jeumont, que la commune de Recquignies n'a pas un potentiel suffisant pour envisager d'amortir les dépenses qui seraient nécessaires.
Les Chemins de fer du Nord créent finalement une halte à Recquignies[Quand ?]. Le premier bâtiment voyageurs consiste en une simple maison de garde-barrière dotée d'une aile supplémentaire.
Plus tard, avant la Première Guerre mondiale, ce bâtiment fut démoli, ou considérablement agrandi. De type non-standard, le nouveau bâtiment voyageurs comportait deux pavillons de deux travées à pignon encadrant une aile à étage de cinq travées. Au cours du conflit, de nombreux bâtiments à Recquignies, dont la gare, furent détruits.
Durant l'entre-deux-guerres, la Compagnie du Nord édifia un bâtiment voyageurs type "Reconstruction" dotée d'une aile de cinq travées avec un fronton surmontant l'entrée. Il était plus petit que celui détruit par faits de guerre.
Après la fermeture du guichet, l'essentiel du bâtiment fut démoli, ne conservant qu'un petit morceau de l'aile basse, utilisé comme local technique.

## Service des voyageurs

### Accueil
Halte SNCF, c'est un point d'arrêt non géré (PANG) à entrée libre.

### Desserte
Recquignies est desservie par des trains TER Hauts-de-France qui effectuent des missions entre les gares : d'Aulnoye-Aymeries et de Jeumont ; de Lille-Flandres et de Jeumont.

### Intermodalité
Un parking pour les véhicules y est aménagé. La gare est desservie par les lignes 55, 55 Express et 64 du réseau Stibus.